# Tilli
Pour l’article ayant un titre homophone, voir Tilly.
Tilli, parfois orthographié Tilly, est une localité située dans le département de Oula de la province du Yatenga dans la région Nord au Burkina Faso.

## Géographie
Tilli se trouve à 2,5 km à l'ouest de Oula, le chef-lieu du département, et à environ 18 km au sud-est du centre de Ouahigouya. Le village est à 4 km à l'est de la route nationale 2 reliant le centre au nord du pays.

## Santé et éducation
Le centre de soins le plus proche de Tilli  est le centre de santé et de promotion sociale (CSPS) de Oula tandis que le centre hospitalier régional (CHR) se trouve à Ouahigouya.